# Xochitlán Todos Santos
Xochitlán Todos Santos är en kommun i Mexiko.   Den ligger i delstaten Puebla, i den sydöstra delen av landet, 160 km sydost om huvudstaden Mexico City. Antalet invånare är 6 049. Arean är 164 kvadratkilometer.
Terrängen i Xochitlán Todos Santos är kuperad åt sydväst, men åt nordost är den platt.
Följande samhällen finns i Xochitlán Todos Santos:
- Xochitlán
- Rancho Viejo